# Associazione Calcio Cesena 1941-1942
Questa voce raccoglie le informazioni riguardanti l'Associazione Calcio Cesena nelle competizioni ufficiali della stagione 1941-1942.

## Rosa
| N. |                   | Ruolo | Calciatore         |
| -- | ----------------- | ----- | ------------------ |
|    | Italia (bandiera) | C     | L. Benini          |
|    | Italia (bandiera) | A     | Adler Bonci        |
|    | Italia (bandiera) | C     | Iro Bonci          |
|    | Italia (bandiera) | C     | G. Camillotto      |
|    | Italia (bandiera) | C     | Renato Casali      |
|    | Italia (bandiera) | C     | A. Castagnoli      |
|    | Italia (bandiera) | D     | G. Castagnoli      |
|    | Italia (bandiera) | A     | D. Danesi          |
|    | Italia (bandiera) | C     | R. Lambertini      |
|    | Italia (bandiera) | D     | Renato Lucchi      |
|    | Italia (bandiera) | P     | Tiziano Marchesi   |
|    | Italia (bandiera) | A     | Giuseppe Margarita |
|    | Italia (bandiera) | A     | P. Morellini       |

| N. |                   | Ruolo | Calciatore        |
| -- | ----------------- | ----- | ----------------- |
|    | Italia (bandiera) | C     | Florio Omissoni   |
|    | Italia (bandiera) | A     | M. Orlandi        |
|    | Italia (bandiera) | D     | Arnaldo Pantani   |
|    | Italia (bandiera) | C     | Giuseppe Pasolini |
|    | Italia (bandiera) | D     | Vittorio Pineroli |
|    | Italia (bandiera) | A     | Piero Ricci       |
|    | Italia (bandiera) | P     | Carlo Rognoni     |
|    | Italia (bandiera) | D     | A. Ronconi        |
|    | Italia (bandiera) | P     | E. Sami           |
|    | Italia (bandiera) | C     | Aldo Silvestre    |
|    | Italia (bandiera) | A     | Loris Tubi        |
|    | Italia (bandiera) | A     | Ezio Zanelli      |
|    | Italia (bandiera) | A     | A. Zanoli         |